# رینگسهایم
رینگسهایم (به آلمانی: Ringsheim) یک شهر در آلمان است که در ارتناوکرایس واقع شده‌است. رینگسهایم ۲٬۱۷۲ نفر جمعیت دارد.